# Bernfried Wiechers
Bernfried Wiechers (* 17. Oktober 1973) ist ein deutscher ehemaliger Fußballspieler.

## Karriere
Wiechers wechselte zur Saison 1992/93 aus der Jugend des SV Meppen in die zweite Mannschaft. Nach einem Jahr wurde er in die Profimannschaft hochgezogen, die zu diesem Zeitpunkt in der 2. Fußball-Bundesliga antrat. Dort absolvierte er in der Spielzeit 1993/94 zwei Partien als Einwechselspieler. Ab der Saison 1994/95 trat Wiechers für TuS Lingen in der Oberliga Niedersachsen/Bremen an. 